# Public Cowboy No. 1
Public Cowboy No. 1 es una película wéstern estadounidense de 1937 dirigida por Joseph Kane y protagonizada por Gene Autry, Smiley Burnette y Ann Rutherford. Basada en una historia de Bernard McConville, la película trata sobre un vaquero cantante que persigue a ladrones de ganado que utilizan aviones, radios de onda corta y camiones refrigerados para robar ganado.

## Argumento
Se ha desatado una serie de extraños robos de ganado en los que el ganado es sacrificado en el rango y sus cadáveres son llevados. El sheriff Matt Doniphon (William Farnum) y sus ayudantes, Gene Autry (Gene Autry) y Frog Millhouse (Smiley Burnette), vigilan el ganado de un ranchero mientras es conducido a Box Canyon. Después de que el sheriff y sus hombres se van, los ladrones intervienen, informan por radio la ubicación del ganado desde un avión y luego traen camiones refrigerados. El ranchero y uno de sus trabajadores son asesinados, el ganado es sacrificado y los cadáveres son llevados.
La editora del periódico, Helen Morgan (Ann Rutherford), en respuesta al aumento de los robos de ganado, exige que el sheriff Doniphon sea reemplazado, alegando que es demasiado anticuado para lidiar con los ladrones modernos. Gene defiende al sheriff en contra del editorial de Helen. Al haber sido criado por el sheriff después de quedar huérfano a manos de forajidos cuando era niño, Gene conoce el carácter y las habilidades del hombre. Sin embargo, Helen se niega a cambiar su postura.
Mientras investigan los recientes robos, Gene y Frog comienzan a sospechar de la Chicago and Western Packing Co., propiedad de Jack Shannon (Arthur Loft) y dirigida por Jack y su hermano Jim (House Peters Jr.). Los ayudantes encuentran los cadáveres de algunos ganados robados y exigen ver las pieles para verificar las marcas. Mintiéndole a los ayudantes, Jim les dice que el ganado pertenece a su socio, Thad Slaughter (Maston Williams), y que Slaughter tiene las pieles en su rancho.
En su camino al rancho de Slaughter, Gene y el sheriff Doniphon descubren a Frog encerrado en uno de los camiones de Jim. Persiguen el camión y Jim dispara al sheriff, quien no resulta gravemente herido. Más tarde esa tarde, Frog identifica a Jim como el que disparó al sheriff. Jim es llevado a la cárcel, y Jack y Slaughter se preocupan de que Jim pueda hablar y revelar su operación. Esa noche, Slaughter llama a Jim a la ventana de la cárcel y lo golpea hasta matarlo.
Al día siguiente, muchos ciudadanos del pueblo exigen que el sheriff Doniphon renuncie, culpándolo por el asesinato y los continuos robos de ganado. Eustace P. Quackenbush (James C. Morton) y sus detectives privados uniformados son contratados para poner fin a los robos y restaurar el orden con sus métodos modernos y científicos. En la fiesta de bienvenida, Jack descubre que los hombres del ranchero Bidwell están todos en el pueblo y alerta a sus ladrones para que vayan al rancho de Bidwell, donde Frog y Stubby (Frankie Marvin) esperan a los bandidos, vistiendo un disfraz de vaca. Cuando ve a los ladrones acercarse, Frog envía un mensaje de emergencia a Gene, quien luego utiliza la radio para llamar a todos los vaqueros locales a defender el rancho de Bidwell contra los ladrones. Al escuchar la transmisión, los ladrones intentan huir. Frog y Stubby también tienen que huir de un toro enamorado.
Mientras tanto, en camino al rancho de Bidwell, los automóviles y motocicletas utilizados por Quackenbush y sus detectives quedan atrapados en el barro, mientras los vaqueros pasan rápidamente a los detectives en sus fieles caballos y rápidamente capturan a la banda. El sheriff Doniphon dispara a Jack cuando intenta usar a Helen como rehén, demostrándole así que los métodos anticuados aún son los mejores. Mientras Frog y Stubby intentan escapar de un toro atraído por su disfraz de vaca, Gene y Helen regresan juntos al pueblo, pasando por Quackenbush y sus detectives, que todavía están atrapados en el barro y sufriendo los efectos de sus granadas de gas lacrimógeno que han detonado accidentalmente.

## Reparto
- Gene Autry como Adjunto del Sheriff Gene Autry
- Smiley Burnette como Frog Millhouse
- Ann Rutherford como Helen Morgan
- William Farnum como Sheriff Matt Doniphon
- Arthur Loft como Jack Shannon
- Frankie Marvin como Adjunto Stubby
- House Peters Jr. como Jim Shannon
- James C. Morton como Eustace P. Quackenbush
- Maston Williams como Thad Slaughter
- Frank LaRue como Justice
- Milburn Morante como Ezra, el impresor del periódico
- Champion como Caballo de Gene (sin acreditar)[2]

## Producción

### Locaciones de filmacion
- Kernville, California[3]

### Banda sonora
- "Wanderers" (Felix Bernard, Paul Francis Webster) interpretada por Gene Autry, William Farnum y otros
- "The West Ain't What It Used to Be" (Fleming Allen) interpretada por Gene Autry (voz) y Smiley Burnette (armónica)
- "I Got the Heebie-Jeebie Blues" (Smiley Burnette) interpretada por Smiley Burnette (voz y guitarra)
- "I Picked Up the Trail When I Found You" (Fleming Allen) interpretada por Gene Autry (voz y guitarra)
- "The Defective Detective from Brooklyn" (Smiley Burnette) interpretada por Smiley Burnette en la radio
- "Old Buck-A-Roo" (Fleming Allen) interpretada por Gene Autry en la radio[4]